# 马特维耶·阿玛嘎耶夫

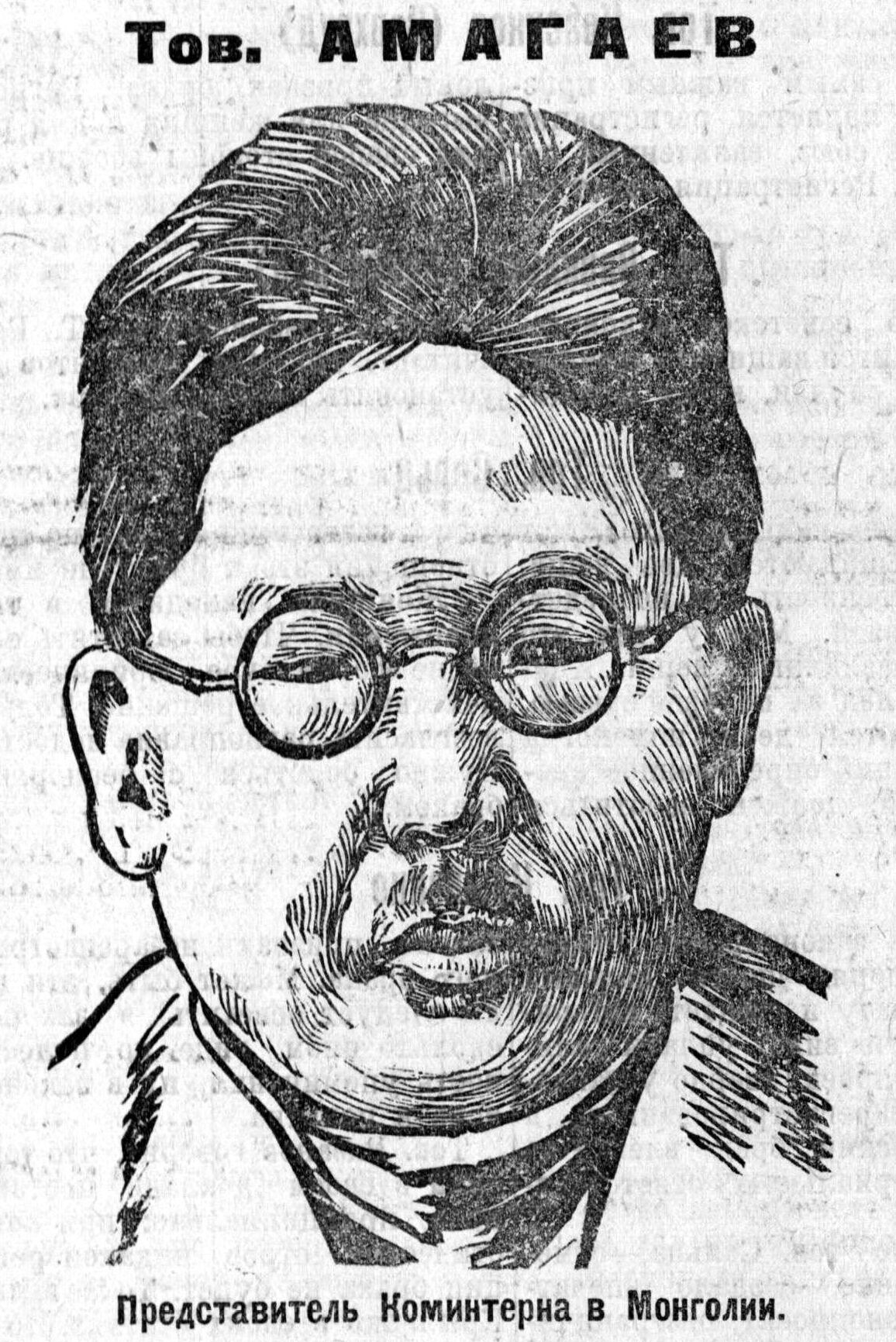
阿玛嘎耶夫

马特维耶·因诺肯季耶维奇·阿玛嘎耶夫（俄语：Матвей Иннокентьевич Амагаев，1897年—1944年），布里亚特人，布里亚特及蒙古人民共和国政治人物。

## 生平
“布里亚特蒙古自治州”（Buryat-Mongol Autonomous Oblast）于1921年4月27日成立，1922年1月9日更名为“蒙古布里亚特自治州”（Mongol-Buryat Autonomous Oblast）。该州直至1922年11月15日一直隶属于远东共和国，此后隶属于苏维埃俄国。1921年10月至1922年11月14日，阿玛嘎耶夫担任布里亚特蒙古自治州（其间更名为蒙古布里亚特自治州）国家委员会主席（Chairman of the National Council）。1922年11月14日至1923年5月，阿玛嘎耶夫担任蒙古布里亚特自治州革命委员会主席（Chairman of the Revolutionary Committee）。1923年5月30日，该州改为布里亚特蒙古苏维埃社会主义自治共和国。1923年至1924年12月，阿玛嘎耶夫担任该自治共和国中央执行委员会主席（Chairmen of the Central Executive Committee）。
1925年7月10日，蒙古人民革命党中央政治局第39次会议举行，苏联驻蒙古大使瓦西里耶夫、共产国际对中国活动的负责人维金斯基到会，再次讨论如何安置处于对立的仁钦诺、雷斯库洛夫的问题。根据维金斯基的提议，会议解除了仁钦诺的“其他公务”，任命阿玛嘎耶夫接替雷斯库洛夫担任共产国际驻蒙古临时代表。这里的仁钦诺的“其他公务”应当是指蒙古全军评议会议长之外的公务。
随后，他被任命为蒙古人民共和国经济委员会主席、财政部部长。1931年，他被召回莫斯科。1937年，他被逮捕。
1944年，阿玛嘎耶夫逝世。